# أولغا غيارماتي
أولغا غيارماتي (بالمجرية: Gyarmati Olga)‏ هي منافسة ألعاب القوى مجرية، ولدت في 5 أكتوبر 1924 في دبرتسن في المجر، وتوفيت في 27 أكتوبر 2013 في غرينفيلد في الولايات المتحدة.

## وصلات خارجية
- أولغا غيارماتي على موقع أوليمبيديا (الإنجليزية)
- أولغا غيارماتي على موقع اللجنة الأولمبية المجرية (الهنغارية)